# Ballotelangsprietmot
De ballotelangsprietmot (Nemophora fasciella) is een vlinder uit de familie van de langsprietmotten (Adelidae). De wetenschappelijke naam van de soort is voor het eerst geldig gepubliceerd door Fabricius in 1775.
De spanwijdte van de vlinder is 13 tot 16 millimeter. De waardplant is Ballota nigra.
De soort komt voor in Europa. In Nederland is de soort uitgestorven.